# Фрейвальдс, Лайла
Лайла Лигита Фрейвальдс (швед. Laila Freivalds, род. 22 июня 1942, Рига) — шведский дипломат, политик, член Социал-демократической рабочей партии Швеции, в 1988—1991 годы, 1994—2000 годы — министр юстиции, в 2003—2006 годы — министр иностранных дел, несколько месяцев 2004 года — заместительница премьер-министра Швеции.

## Биография
Фрейвальдс родилась в оккупированной Риге, рейхскомиссариат Остланд. Во время Второй мировой войны вместе с семьей бежала в Швецию.
Окончила Уппсальский университет в 1970 году и получила степень кандидата юридических наук, после чего находилась на службе в шведской судебной системе до 1976 года.
С 1976 года занимала руководящие должности в Шведском агентстве потребителей, подотчетном Министерству сельского хозяйства.
В 1988 году была назначена на должность министра юстиции. После небольшого перерыва, когда её партия была в оппозиции (с 1991 по 1994 год), продолжила занимать должность министра.
В 2000 году ушла в отставку из-за скандала (она пыталась превратить свою аренду в совместное владение, то есть кондоминиум, обходя спорный закон о владении жильём, который она должна была ввести и защищать на своей публичной должности Министра юстиции). После этого у неё были напряжённые отношения с прессой.
После убийства Анны Линд в 2003 году, Фрейвальдс заняла место министра иностранных дел Швеции.
Лайлу Фрейвальдс очень сильно критиковала пресса за действия её правительства после цунами 2004 года в Азии, подчёркивая, что правительство должно было активнее отреагировать на события в Азии вместо того, чтобы ждать получения объёмной информации. Также её критиковали за поход в театр в тот день (26 декабря 2004), когда цунами нанесло массовые разрушения и унесло много жизней, на что Лайла Лигита отвечала, что она не слушает и не смотрит никаких теленовостей, когда работает.
21 марта 2006 Лайла Фрейвальдс ушла с должности министра иностранных дел, после того, как было подтверждено, что она ложно свидетельствовала о своей причастности к закрытию сайта шведских демократов из-за скандала о карикатурах на пророка Мухаммеда в газете Jylland-Posten. Во время этого скандала шведские демократы опубликовали карикатуры на своих веб-страницах только для того, чтобы их закрыл интернет-провайдер. Было установлено, что правительство контактировало с провайдером и именно он предложил закрыть сайт, но для СМИ Фрейвальдс утверждала, что подопечный сделал это без её ведома.
Поскольку в Швеции действует закрепленный в Конституции принцип публичного доступа к документам Offentlighetsprincipen (The Principle of Public Access), найденные внутренние документы помогли четко установить, что Лайле Лигите было известно обо всем происходящем. Позже эта информация была опубликована во внутренней правительственной газете «Riksad & Departament». Потенциальная причастность к закрытию сайта рассматривалась большинством как нарушение части Конституции Швеции, где речь идет о свободе прессы.
Ханс Йёран Перссон, премьер-министр Швеции, в то время публично критиковал государственных служащих, которые предложили закрыть сайт только для того, чтобы узнать, действовал ли интернет-провайдер по указаниям Фрейвальдс. Предположительно, премьер-министр лично и секретно предложил Лайле Фрейвальдс уйти в отставку, что она впоследствии и сделала.